# Dmitry Ivanovich Ryabyshev
Dmitry Ivanovich Ryabyshev tiếng Nga: Дми́трий Ива́нович Ря́бышев,, (23 tháng 2 [lịch cũ 11 tháng 2] năm 1894 - 18 tháng 11 năm 1985) là một tướng lĩnh của Lực lượng vũ trang Liên Xô, chỉ huy của Quân đoàn Cơ giới 8 (1941).

## Trước Thế chiến thứ hai
Ryabyshev sinh ra tại Kolotovka, Don Host Oblast, Đế quốc Nga (thuộc Rostov Oblast, Nga ngày nay). Năm 1917, ông gia nhập Đảng Bolshevik. Sau Cách mạng Nga năm 1917, ông là Tư lệnh Lữ đoàn 42, Sư đoàn 14 của Tập đoàn quân Kỵ binh 1 trong Nội chiến Nga.

## Thế chiến thứ hai
Trong Thế chiến thứ hai, ông đã nắm giữ một số cương vị chỉ huy, gồm Sư đoàn xe tăng 34, Quân đoàn kỵ binh 4, Quân đoàn cơ giới 8, Tập đoàn quân 38, Phương diện quân Nam, Tập đoàn quân 57, Tập đoàn quân 28 và Tập đoàn quân Cận vệ 3.

## Lược sử quân hàm
- Lữ đoàn trưởng (Комбриг) - 17 tháng 2 năm 1936;
- Sư đoàn trưởng (Комдив) - 17 tháng 2 năm 1938;
- Quân đoàn trưởng (Комкор) - 4 tháng 11 năm 1939;
- Trung tướng (Генерал-лейтенант) - 4 tháng 6 năm 1940.